# Hans Blomberg
Hans Kristian Blomberg (* 24. Februar 1977 in Hamm) ist ein deutscher Radiomoderator.

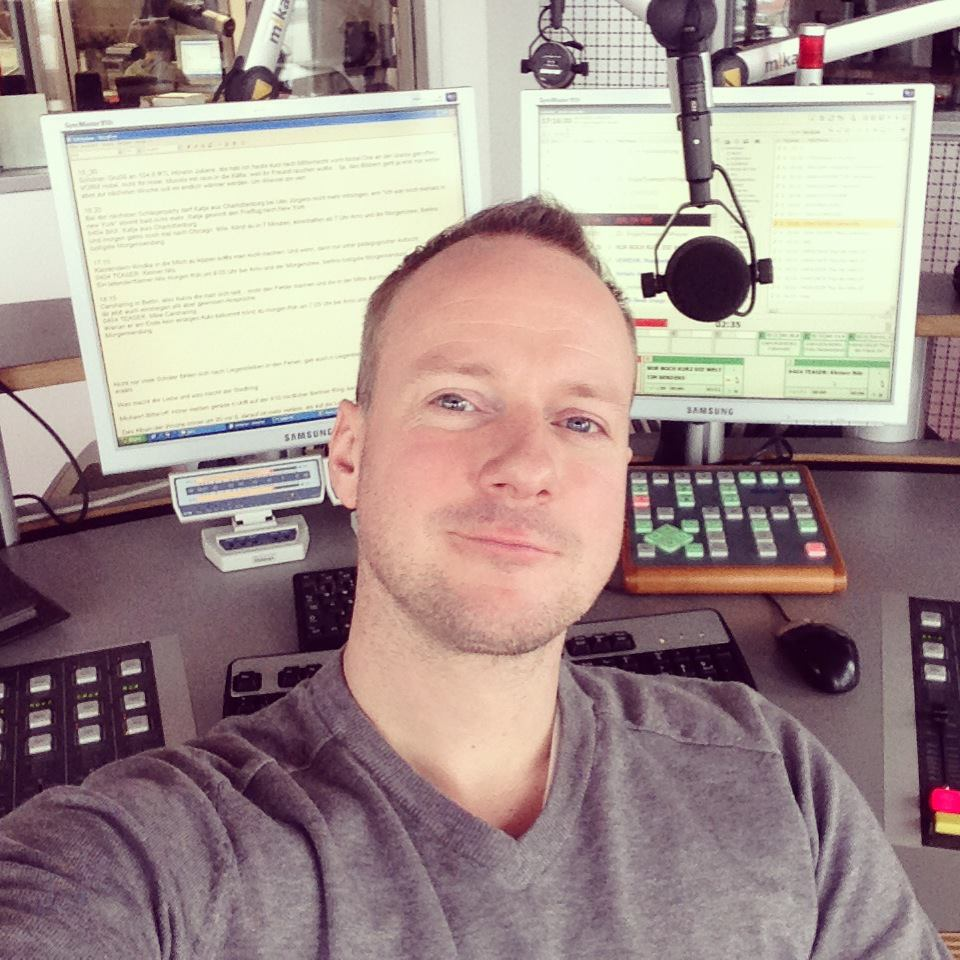
Hans Blomberg im 104.6 RTL Studio (2013)

## Werdegang
Hans Blomberg begann als Moderator beim Lokalsender Radio Lippe Welle Hamm, wo er mit 17 Jahren seine wöchentliche Show Hallo Hans moderierte.
Nach dem Abitur in Ahlen trat Blomberg 1997 ein Volontariat beim niedersächsischen Privatsender Radio ffn in Hannover an und moderierte dort von 1997 bis 2002 nachmittags die Hans Blomberg Show. Ab 2002 sendete er zunächst als Morgenhans, seit 2007 auch unter seinem richtigen Namen, bei bigFM. Von 2011 bis Dezember 2012 moderierte Blomberg zusätzlich jeden Samstagvormittag bei 98.8 Kiss FM.
Im Dezember 2012 kam es zur Trennung von big FM, die schon im Juli 2012 feststand, jedoch nicht öffentlich gemacht wurde, was zu Kontroversen bei Fans führte.
Im Januar 2013 wechselte Blomberg zur Berliner Station 104.6 RTL. Dort moderierte er zunächst am Wochenende die Hans Blomberg Show. Im September 2016 übernahm Blomberg die werktägliche Nachmittagsshow (14:00 bis 19:00 Uhr) von Thomas Koschwitz, der den Sender verlassen hatte. Die Wochenendausgabe der Hans Blomberg Show wurde zwischenzeitlich noch bei Planet Radio, Radio Regenbogen und 89.0 RTL ausgestrahlt.  
Seit dem  1. Februar 2024 produziert er die Hans Blomberg Show für den Berliner Jugendsender JAM FM. Sie läuft montags bis freitags um 18:00 Uhr und dauert – anders als bei seinen vorherigen Stationen – lediglich eine Minute. Der Branchendienst DWDL.de vermutet dahinter einen PR-Gag.

## Fernsehauftritte
- 2006–2009: Bundesvision Song Contest (Punktevergabe)
- 2007: Frauentausch
- 2010–2011: mieten, kaufen, wohnen
- 2011: Lenßen – Der Film
- 2014: Gute Zeiten, schlechte Zeiten

## Aktionen
2003 brach die Rapperin Sabrina Setlur ein Live-Interview ab. Sie hatte vor der Sendung klargestellt, zu ihrer beendeten Beziehung zu Boris Becker nichts sagen zu wollen. Blomberg stellte daraufhin in der Sendung ausschließlich kalauernde Fragen mit Bezug zum Bäcker-Beruf. 2007 brach die Band Monrose ebenfalls ein Live-Interview ab, nachdem Blomberg sie als „Vorstadtschlampen“ bezeichnet hatte.
2005 sprang Blomberg auf einer Festzeltparty von Schwulen in Stuttgart als Papst verkleidet auf die Bühne und sagte: „Ich liebe alle Menschen. Also auch Männer. Also bin ich schwul!“
2007 las er bei der ProSieben-Liveübertragung des Bundesvision Song Contests die Punkte für Rheinland-Pfalz von einem Zettel ab, auf dessen Rückseite „Raab ist doof“ stand. Die Zusammenarbeit zwischen bigFM und Raab wurde daraufhin im vierten Jahr seitens bigFM nicht verlängert, da Raab dem Radiosender die Auflage machte, einen anderen Moderator als Blomberg zur Verfügung zu stellen, was bigFM ablehnte.
Für weiteres Aufsehen sorgte Blomberg beim Bundesvision Song Contest 2009, als er seiner Kollegin Susanka Bersin bei der Punktevergabe von Baden-Württemberg an die Brust griff, woraufhin sie ihn ohrfeigte. In einem Zeitungsinterview kommentierte Blomberg den Vorfall damit, dass der eigentliche Skandal die Ohrfeige und nicht sein Busengrapscher gewesen sei. Blomberg entschuldigte sich im Anschluss in seiner Radiosendung und auch bei Bersin persönlich. Ende November 2021 gab Bersin in einem Podcast-Gespräch mit Freddie Schürheck zu, dass es sich um einen geplanten Marketinggag gehandelt habe, der „niemals echt“ gewesen sei.

## Bühne
2007 tourte Blomberg zusammen mit seinem Partner Olivia Jones durch Deutschland. In der Lesung „Sie nannten mich Tittenmonster“ lasen die beiden Briefe der letzten 40 Jahre an Bravo-Aufklärer Dr. Sommer. 2008 versuchte sich Blomberg erstmals als Stand-up-Comedian auf der Bühne, u. a. im „Kleinen Wohnzimmer Theater Köln“.

## Auszeichnungen/Nominierungen
- 2000 – Hörfunkpreis Niedersachsen Comedy
- 2011 – Hörfunkpreis Baden-Württemberg Unterhaltung
- 2012 – Nominierung zum Deutschen Radiopreis Bester Moderator
- 2016 – Deutscher Radiopreis Beste Radiosendung (Hans Blomberg Show)[9]